# Кацуба Сергій Володимирович
Сергій Володимирович Кацуба (* 20 листопада 1978, Дергачі, Харківська область, УРСР) — український політик, Народний депутат України VII скликання, член Партії регіонів.
Помічений в порушенні ст. 84 Конституції України щодо особистого голосування у Верховній Раді.  Причетний до корупційної справи по так званим «вишкам Бойка». Голосував за диктаторські закони 16 січня 2014 року. Брат Олександра Кацуби, колишнього заступника голови Нафтогазу України.

## Освіта
1995 року закінчив середню школу та вступив на юридичний факультет Юридичної академії ім. Мудрого за спеціальністю «Правознавство», яку закінчив в 2000 році, здобувши кваліфікацію юриста.
2004 році закінчив Навчально-дослідницький центр підвищення кваліфікації Державної академії нафти та газу ім. Губкіна за програмою «Нафтогазова справа».
У липні 2005 р. закінчив Харківський національний університет ім. Каразіна за спеціальністю «Фінанси», здобувши кваліфікацію спеціаліста з фінансів.

## Трудова діяльність
Навчаючись в академії працював юристом в ТОВ «Сталкер ЛТД» (1999 р.)
Після закінчення навчання в Юридичній академії працював комерційним директором (2000-2003 р.) та заступником директора (2003-2005 р.) ТОВ НВФ «Техпроект».
З січня 2005 р. по листопад 2006 р. обіймав посаду віцепрезидента Акціонерного товариства закритого типу «Харківський завод електромонтажних виробів - №1».
З 2006 по 2008 р. обіймав посади заступника та директора Департаменту координації забезпечення матеріально-технічними ресурсами, роботами та послугами підприємств та товариств Національної акціонерної компанії Нафтогаз України.
У 2008 р. був призначений на посаду першого заступника директора ВП «Атомкомплект» НАЕК «Енергоатом».
В лютому 2008 р. призначений на посаду керівника ВП «Атомкомплект» НАЕК «Енергоатом», яку займав по серпень 2008 р.
З березня 2010 року працював на посаді директора Департаменту координації забезпечення матеріально-технічними ресурсами, роботами та послугами підприємств та товариств НАК «Нафтогаз України»..
З червня 2010 року – директор Департаменту матеріально-технічних ресурсів і закупівлі товарів, робіт та послуг НАК «Нафтогаз України».
З травня 2011 по липень 2012 року – директор Департаменту матеріального, господарського та інформаційно-технічного забезпечення НАК «Нафтогаз України».
В травні 2010 року призначений членом правління НАК «Нафтогаз України» та членом Наглядової ради Публічного акціонерного товариства «Державне акціонерне товариство «Чорноморнафтогаз».
З липня 2012 року по грудень 2012 року обіймав посаду заступника голови правління НАК  «Нафтогаз України».
Засновник ТОВ "Мідас", ТОВ "Житлово-будівельне товариство "Домострой".

## Політична діяльність
У 2002-2006 р. був помічником народного депутата України Оолександра Ярославського.
У 2005-2006 р. на громадських засадах був радником Міністра транспорту та зв’язку України В.В.Бондаря.
З 2008 року є членом Партії Регіонів. 
У 2010 році обраний депутатом Київської обласної ради VI скликання.
В листопаді 2012 року був обраний Народним депутатом України від Партії регіонів по одномандатному мажоритарному виборчому округу № 92. За результатами голосування отримав перемогу набравши 33,67% голосів виборців.
22 лютого 2014 р. вийшов з усіх фракцій та 27 лютого 2014 р. приєднався до групи Суверенна європейська Україна" 
В жовтні 2014 р. балотувався до Верховної Ради VIII скликання, але обраний не був.  Цьому передувала інформаційна кампанія проведена рухом UZYN Project в окрузі №92 "Кацуба геть з нашого округу".

## Корупція
Причетний до закупівлі так званих вишок Бойко, придбаних за завищеною в 2 рази ціною (по $400 мільйонів за кожну).

## Кримінальне переслідування
2 жовтня 2015 року Печерський районний суд Києва за поданням ГСУ МВС України погодився на затримання і утримання під вартою Сергія та Олександра Кацуб. 1 жовтня 2015 Генеральною прокуратурою України братів Кацуб було оголошено в міжнародний розшук, розшук припинено після закриття кримінального провадження 5 січня 2016 року.
Братів звинувачували у змові з метою розкрадання держкоштів у особливо великих розмірах. Олександр зловживав службовим становищем на посаді заступника голови правління «Нафтогаз України» (2012—2014). Зокрема, підписав акти виконаних робіт на 285 млн грн за нібито проведені дослідження нафтогазових родовищ у шельфі Чорного моря.
Кошти перерахували ТОВ «Універсальне комерційне товариство», яке за підсумками перевірки виявилося фіктивною компанією, оформленою на підставну особу. Жодних робіт ТОВ не проводило, не маючи для цього ні спеціальної техніки, ні фахівців. Отримані у держпідприємства кошти виводилися в конвертаційні центри і переводилися в готівку. Правоохоронці впевнені, що організатором злочинної схеми був Сергій Кацуба, який займав пост заступника глави НАК «Нафтогаз України» до 2012 року. А її реалізацією займався Олександр Кацуба, який зайняв його місце.
ГСУ МВС також висував братам звинувачення в спробі розкрадання у НАК «Нафтогаз України» 3,4 млрд м3 газу. НАК уклала договір з ТОВ «Газукраїна-трейдинг» на постачання природного газу, який повинен відпускатися тільки за передоплатою. Однак влітку 2013 року Кацуба підписав з фірмою додаткову угоду на поставку 3,4 млрд кубометрів газу ціною майже в 12 млрд гривень без попередньої оплати.
Кримінальну справу, в рамках якої прийнято рішення затримати Сергія та Олександра Кацубу, було відкрито навесні 2014 року.
18 червня 2016 рішенням Голосіївського районного суду Києва знову заарештований за підозрою в створенні злочинної організації і зловживанні службовим становищем.
В березні 2017 року Олександр Кацуба пішов на угоду зі слідством, заплатив 100 млн грн до бюджету й дав важливі свідчення. Шевченківський суд Києва випустив його з СІЗО, знявши арешт з його майна.

## Родина
- Батько — Кацуба Володимир Михайлович — народний депутат України.
- Мати — Кацуба Наталія Іванівна
- Брат — Кацуба Олександр Володимирович — заступник Голови НАК «Нафтогаз».
- Дружина — Кацуба Яна Олегівна[8]
- Син — Кацуба Олександр Сергійович
- Син — Кацуба Іван Сергійович